# Кібернетика та системний аналіз
«Кібернетика та системний аналіз» — міжнародний науково-теоретичний журнал. Включений до переліку фахових видань ВАК України. Видається українською, російською та англійською мовами. Заснований у січні 1965. До № 4 1991 мав назву «Кибернетика».

## Тематика
Журнал публікує:
- оригінальні та оглядові статті,
- матеріали проблемного та дискусійного характеру,
- звіти про конференції та наради з питань кібернетики та системного аналізу,
- бібліографічні огляди,
- рецензії на монографії,
- інформацію про новітні досягнення вітчизняної та закордонної кібернетики.

## Ключові особи
Головний редактор — академік НАН України Іван Васильович Сергієнко.

## Поширення за кордоном
Журнал перекладається у США англійською мовою видавництвом Springer під назвою «Cybernetics and Systems Analysis».
Журнал реферується у реферативних журналах і базах даних ВІНІТІ (Росія, Москва), індексується у Російському індексі наукового цитування (РИНЦ)
Журнал «Cybernetics and Systems Analysis» (переклад журналу «Кібернетика та системний аналіз» на англійську мову) реферується або індексується наступними фірмами та агентствами: ABI / INFORM, Academic OneFile, Academic Search, CompuScience, Computer Abstracts International Database, Computer Science Index, Current Abstracts, Current Index to Statistics, Digital Mathematics Registry, EBSCO, EI-Compendex, Gale, Google Scholar, INIS Atomindex, Inspec, io-port.net, Mathematical Reviews, OCLC, SCOPUS, Summon by Serial Solutions, Zentralblatt Math.